# Chuxiong
Chuxiong (楚雄 ; pinyin : Chóngzhōu) est une ville de la province du Yunnan en Chine. C'est une ville-district, chef-lieu de la préfecture autonome yi de Chuxiong.

## Démographie
La population du district était de 468 074 habitants en 1999.